# シコルスキー S-75
シコルスキー S-75
飛行中のS-75
- 用途：実験機
- 設計者：シコルスキー・エアクラフト
- 製造者：シコルスキー・エアクラフト
- 運用者： アメリカ合衆国（アメリカ陸軍）
- 初飛行：1984年7月
- 生産数：2機
- 退役：1985年4月
- 運用状況：退役
- 原型機：シコルスキー S-76

シコルスキー S-75（Sikorsky S-75）は、シコルスキー・エアクラフトの実証実験機（概念実証）として製造された、総複合材料製機体のヘリコプターである。金属部分をすべて複合材料で置換し、強度を高め、軽量化し、製造コストおよびメンテナンスコストを削減することに成功した。

## 設計と開発
シコルスキーS-75は、アメリカ陸軍の先進複合材料機体計画（Advanced Composite Airframe Program, ACAP）の下で開発された。その目標は、軽ヘリコプター実験機（LHX）計画を支援するため、大部分が金属からなる機体よりも軽量で製造コストが低い総複合材料製の機体開発であった。1981年2月、シコルスキーとベル・ヘリコプター（ベル D-292で応募）が契約を得た。S-75は1984年7月に初飛行した。
S-75は、新設計の複合材料製機体を、民間向けヘリコプターS-76Aの2基のターボシャフトエンジン、トランスミッション、メインローターとテールローターと組み合わせた。 S-75の床、屋根、およびほとんどの外面は機体構造の材料よりも耐弾性に勝るケブラーであったが、航空機の基本的な耐荷重構造のほとんどは、グラファイトまたはグラファイトとエポキシの混合材で構築された。機体は、ACAP計画機が既存のすべての軍のクラッシュワージネスを満たすか超えるという陸軍の要件に合わせて、特別に設計された耐衝撃性のある乗員・乗客の座席を備え、降着装置である固定式の三輪には、減衰力の高い空気圧式ショックアブソーバーを装備した。通常、2人のパイロットによって操縦され、100立方フィート（2.8 m 3）のリアキャビンには最大6人の乗客を収容可能であった。

## 運用
S-75は陸軍による50時間の評価を受け、元のACAP仕様で設定された軽量化とコスト削減の基準を超えていることが判明した。シコルスキーは、S-75の製造を通じて複合機体の製造と使用に関する豊富なデータを取得し、シコルスキーの後の設計にはその要素の多くが組み込まれた。試験は1985年4月まで続けられ、その後退役、長期保管となった。

## 仕様
出典: U.S. Army Aircraft Since 1947
諸元
- 乗員: 2
- 定員: 6
- 全長: 13.3m （43ft 8in）
- 全高: 4.01m （13 ft 2 in）
- ローター直径: 13m （44ft）
- 翼型: SC1012R8/SC1095R8（根元）、Sikorsky SC1095（翼端）[3]
- 空虚重量: 2,913 kg （6,421lbs）
- 最大離陸重量: 3,842 kg （8,470lbs）
- 動力: アリソン 250-C30S ターボシャフトエンジン、480 kW （650 hp）   × 2

性能
- 最大速度: 300 km/h （180 mph） 160 kn
- 巡航速度: 256 km/h （159 mph） 138 kn
- 航続距離: 641 km （398 mi） 346 nmi
- 実用上昇限度: 4,100 m （13,500 ft）